# Shivpuri (district)
Shivpuri is een district van de Indiase staat Madhya Pradesh. Het district telt 1.440.666 inwoners (2001) en heeft een oppervlakte van 10.290 km².
Hoofdstad: Bhopal
Districten: